# Pierre de Gondi
Pierre kardinal de Gondi, francoski rimskokatoliški duhovnik, škof in kardinal, * 1533, Lyon, † 17. februar 1616.

## Življenjepis
Leta 1566 je bil imenovan za škofa Langresa; 15. maja je bil potrjen in 19. maja istega leta je prejel škofovsko posvečenje.
8. maja 1568 je bil imenovan za škofa Pariza; 14. decembra 1569 je bil potrjen. S tega položaja je odstopil 16. junija 1597.
18. decembra 1587 je bil povzdignjen v kardinala in 23. maja 1588 imenovan za kardinal-duhovnika S. Silvestro in Capite.